# Амбар са котобањом, Жике Маричића 17 у Купинову
Амбар са котобањом, Жике Маричића 17 у Купинову, у улици Жике Маричића бр. 17, саграђен је 1909. године о чему сведочи година на уличном троугаоном забату. Представља споменик културе од великог значаја.

## Изглед
Амбар са котобањом је већих димензија, постављен на високо зидану основу искоришћену за помоћне просторије – коморе. Амбар је зидан опеком и омалтерисан, док је котобања дрвена, са подужним тремом. И амбар и котобања имају мале балконе са кровом на две воде, у функцији улаза повезаног степеништем са приземљем. Декорација амбара изведена је плитким вертикалним нишама у којима се истичу пластично наглашени правоугаоници опонашајући обраду дрвених амбара са вертикално низаним даскама. Дрвени делови, профилација ограда и стубова балкона и трема котобање, као и поткровне лајсне под стрехом дворишне стране представљају њен главни украс. Зграда је била бојена, градио га је мајстор Паја Чарапић са помоћником Јованом Дикићем.